# 圩丰镇
圩丰镇，是中华人民共和国江苏省连云港市灌云县下辖的一个乡镇级行政单位。

## 行政区划
圩丰镇下辖以下地区：
支中社区、圩丰村、大兴村、小兴村、太丰村、洋桥村、尹场村、永兴村、周庄村、支沟村、东圩村、海堤村、界圩村、三张犁村、圩南村、直亭村、芦场村、许庄村、南华村和洋桥农场生活区。